# Pity Me
Pity Me is een plaats in het bestuurlijke gebied City of Durham, in het Engelse graafschap Durham. 